# 5 Seconds of Summer
5 Seconds of Summer (cunoscută și sub acronimul 5SOS) este o formație australiană de muzică pop rock.
Formată în 2011 în Sydney, trupa este compusă din Luke Robert Hemmings (voce principală, chitară), Michael Gordon Clifford (voce, chitară), Calum Thomas Hood (voce, chitară bas) și Ashton Fletcher Irwin (voce, tobe). Trupa s-a lansat prin intermediul Youtube, Luke Hemmings postând videoclipuri în care interpretau melodiile altor artiști în 2011. Mai târziu s-au alăturat Michael Clifford și Calum Hood, urmați de Ashton Irwin. Ashton a fost căutat de Michael la 2 noaptea pe Facebook pentru a se altura trupei, acesta a acceptat și a afirmat că a fost cel mai bun lucru pe care l-a făcut. Grupul a acumulat milioane de vizualizări și a ajuns cunoscut de întreaga lume când trupa britanică One Direction i-a ales pentru a-i deschide concertele din cadrul turneului Take Me Home.
În februarie 2014, au lansat primul lor single, She Looks So Perfect, ce a debutat pe locul 1 în topurile din Anglia, Australia și Noua Zeelandă. În iunie 2014, au lansat primul lor album, denumit 5 Seconds of Summer care a fost vândut în peste 734.000 de exemplare începând din septembrie 2015, în Statele Unite. "Sounds Good Feels Good" este al doilea album al trupei, lansat pe data de 23 octombrie 2015. După lansarea acestui album, trupa a plecat în al doilea turneu mondial Sounds Live Feels Live, pe data de 17 februarie 2016. Acesta s-a terminat pe 5 octombrie 2016. Membrii 5 Seconds of Summer au concertat în toată lumea. În anul 2018, acestia au publicat al 3-lea lor album Youngblood, ce a ocupat locul 1 în mai multe țări. În prezent trupa are 4 albume ultimul fiind CALM (Calum, Ashton, Luke și Michael).

## Istorie

### 2011-2012: Origini și debut
5 Seconds of Summer și-a început activitatea în 2011, când Luke Hemmings, Michael Clifford și Calum Hood, elevi la aceeași școală ("Norwest Christian College"), decid să formeze o trupă, cu scopul de a posta clipuri video pe YouTube, versiunile lor ale unor melodii celebre depășind în unele cazuri și 1 milion de vizualizări ( varianta lor a "Next To You", cântată de Chris Brown și Justin Bieber, a depășit 1,4 milioane de vizualizări ). Neavând un baterist, Ashton Irwin a devenit membru la 03 decembrie 2011, iar trupa a fost astfel completă.  
Au strâns  peste 5 milioane de vizualizări pe YouTube, și un număr mare de fani pe rețelele sociale Twitter și Facebook. Grupul a atras interesul caselor de muzică și apoi a semnat un contract de publicare cu Sony ATV Music Publishing. Deși nu au avut nici o promovare, cu excepția fanilor de pe Facebook și Twitter, primul lor proiect, un EP numit Unplugged, a ajuns pe locul trei în topul iTunes Australia și în Top 20 în Noua Zeelandă și Suedia. Popularitatea trupei a crescut în mod semnificativ atunci când Louis Tomlinson,  membru al One Direction, a postat link-ul către videoclipul de pe YouTube al piesei Gotta Get Out, spunând că este un fan al celor de la 5 Seconds Of Summer. 5 Seconds of Summer a reprezentat din nou subiect de interes pentru cei din One Direction: după lansarea primului lor single, Out Of My Limit, în 19 noiembrie 2012, Niall Horan a distribuit pe Twitter link-ul pentru videoclipul acestui cântec. 5 Seconds of Summer își petrece apoi cea de a doua jumătate a anului 2012 scriind și înregistrând muzica lor cu Christian Lo Russo și Joel Chapman.
Videoclipul pentru Out Of My Limit a înregistrat peste 100.000 de vizualizări în primele 24 de ore de la lansarea sa, acum depășind șaisprezece milioane de vizualizări pe YouTube. 
În decembrie 2012, grupul a petrecut un sejur în Londra, cu scopul de a scrie piese noi. Ei scriu cu mulți artiști, cum ar fi trupa McFly, Roy Stride din Scouting for Girls, Nick Hodgson din Kaiser Chiefs, Alex Gaskarth din All Time Low, Jamie Scott, Jake Gosling, Steve Robson și James Bourne.

### 2013: 5 Seconds of Summer devin cunoscuți
La 14 februarie 2013, 5 Seconds of Summer anunța că vor deschide concertele celor din One Direction din cadrul turneului lor mondial Take Me Home Tour. Turneul începe de la Arena O2 din Londra,în 23 februarie 2013, iar 5 Seconds of Summer concertează în Anglia, Statele Unite ale Americii, Canada, Australia și Noua Zeelandă, șapte concerte la Allphones Arena din Sydney, orașul natal al grupului. Acest turneu mondial s-a încheiat la 03 noiembrie 2013. În timpul pauzelor de la Take Me Home Tour, membrii 5 Seconds of Summer s-au întors în Australia, de unde au plecat într-un turneu independent, iar toate biletele s-au vândut în câteva minute. La 21 noiembrie 2013, grupul a anunțat ca a semnat un contract cu Capitol Records și că lucrează la primul lor album.

### 2014: She Looks So Perfect și 5 Seconds Of Summer
La începutul lui 2014, 5 Seconds Of Summer organizează un turneu în Anglia, apoi 5 countries, 5 days, ce consta în cinci concerte în cinci zile, în cinci orașe europene (Stockholm, Berlin, Paris, Roma și Madrid), în perioada 31 martie - 4 aprilie 2014. 
La 5 februarie 2014, au lansat primul lor single She Looks So Perfect, disponibil pe iTunes Store, precum și Heartache On The Big Screen, The Only Reason și Disconnected pentru prima versiune a EP-ului. În două zile, single-ul s-a clasat pe locul #1 in 39 de țări, inclusiv Argentina, Australia, Brazilia, Spania, Malaezia, Noua Zeelandă și Marea Britanie. 
După  un mare succes în Europa, au anunțat turneul din America de Nord, inclusiv o duzină de concerte în perioada 11-25 aprilie. Apoi, va continua cu turneul australian, numit There's no place like home, care include șase concerte, inclusiv unul în Sydney, orașul natal al membrilor grupului. 
EP-ul lor ,Don't Stop,a fost lansat la 16 iunie 2014. Prima versiune conține Don't stop, Try Hard,Rejects și If You Don't Know. A doua versiune conține Don't stop, interpretat de Calum, și  Wrapped Around Your Finger. 
Albumul 5 Seconds Of Summer a fost lansat în 27 iunie 2014. Acesta conține următoarele cântece: 
- She Looks So Perfect
- Don't Stop
- Good Girls
- Kiss Me Kiss Me
- 18
- Everything I Didn't Say

- End Up Here
- Long Way Home
- Heartbreak Girl
- English Love Affair
- Amnesia
- Social Casualty (versiunea deluxe)
- Never Be (versiunea deluxe)
- Voodoo Doll (versiunea deluxe)

În iulie 2014 au anunțat numele și datele turneului lor mondial, Rock Out With Your Socks Out Tour.

### 2015 : ROWYSO, Sounds Good Feels Good si premii
Turneul Rock Out With Your Socks Out se apropie de sfârșit în toamna anului 2015, bucurându-se de un succes nemaipomenit.
Trupa își lansează al doilea album, Sounds Good Feels Good, anunțând ca acest album va avea influente mai apropiate de rock și punk-rock decât  primul lor album.
Pe 30 August ''She's Kinda Hot'' primește titlul de Song Of The Summer la MTV VIDEO MUSIC AWARDS, cu cca. 52.970.094 voturi de la fanii de pe Twitter și Instagram.

### 2017-2018: Youngblood
La data de 22 februarie 2018, trupa 5 Seconds of Summer a lansat melodia "Want You Back", ajungând în top 40 în treisprezece topuri, inclusiv SUA, Marea Britanie și Australia. După lansarea melodiei, trupa a anunțat un turneu promoțional, numit 5SOS III. Anunțul a avut atât de mult succes încât toate biletele au fost vândute în mai puțin de 3 minute.
La puțin timp după începerea turneului, 5SOS au anunțat lansarea celui de-al treilea album, „Youngblood”, ce avea să fie lansat la 22 iunie 2018. Tot atunci au anunțat și cel de-al patrulea turneu mondial, „Meet You There”.
Single-ul „Youngblood” a fost lansat pe 22 mai 2018 și a avut un succes mondial, ajungând să fie cea mai cunoscută melodie a trupei. „Youngblood” a fost locul 1 pe multiple topuri în Australia, Noua Zeelandă, SUA, Marea Britanie, Canada și multe alte țări. 5 Seconds of Summer au fost prima trupă în ultimii 21 de ani care a ajuns pe primul loc în topurile americane. Până în 2020, „Youngblood” a primit 11 certificări de platină în Australia, 4 în Polonia, 3 în Noua Zeelandă, 2 în SUA, Marea Britanie, Norvegia, Danemarca și Suedia, și câte una în Canada, Belgia și Italia.
În decembrie 2018, Billboard a anunțat faptul că albumul a ajuns în primele 100 din 200 albume ale anului, iar single-ul „Youngblood” a fost în Top 20 Billboard Pop Songs. Până în mai 2020, single-ul a fost în topurile australiene timp de 110 săptămâni consecutive.

## Influențe
5 Seconds Of Summer îi citează pe Blink-182, All Time Low, Ed Sheeran, Mayday Parade, Green Day, Paramore, Boys Like Girls și Busted drept influențe Good Charlotte, Nirvana, McFly, Ramones, Sum 41, The Clash, The Offspring, Sex Pistols, A Day to Remember și  My Chemical Romance. 

## Stilul muzical
5 Seconds of Summer au experimentat cu mai multe stiluri muzicale și artistice pe fiecare dintre albumele lor și de-a lungul carierei lor. Trupa a exprimat că nu dorește să se limiteze la un singur gen, declarând într-un interviu pentru GQ din 2019: „Nu contează cu adevărat în ce gen se încadrează [muzica noastră], dacă se potrivește într-o zonă care funcționează pentru oamenii care se conectează la ea, atunci asta este tot ce contează.”
Stilul muzical al trupei 5 Seconds of Summer a fost descris ca fiind pop rock, pop, pop-punk, power pop, rock alternativ, punk rock și new wave. În 2015, revista Rolling Stone i-a numit „emo-gone-pop”, iar John Feldmann de la Goldfinger a declarat că „[5 Seconds of Summer] este cea mai bună trupă pop-punk pe care am auzit-o vreodată”. În 2017, Matt Collar de la AllMusic a descris trupa ca având o amintire a „punk-pop-ului anilor '90” și „pop-ului boy band al anilor 2000” în sunetul lor. Prin lansarea albumelor Youngblood și Calm, trupa a evoluat de la rădăcinile sale pop-punk pentru a explora profunzimea muzicală în pop, new wave, rock și pop rock. Sunetul chintesențial în dezvoltare al trupei a fost descris acum ca „sentimente pop-rock clasice care pregătesc straturile pentru refrenul atrăgător”.

## Membri
- Michael Clifford (n. 20 noiembrie 1995)[16] - chitară, voce
- Luke Hemmings (n. 16 iulie 1996)[17]  - voce, chitară ritmică
- Ashton Irwin (n. 7 iulie 1994)[18] - tobe, voce
- Calum Hood (n. 25 ianuarie 1996)[19] - chitară bas, voce

## Discografie
Albume de studio
- 5 Seconds of Summer (2014)
- Sounds Good Feels Good (2015)
- Youngblood (2018)
- Calm (2020)
- 5SOS5 (2022)